# C. H. Emilie Haspels
Caroline Henriette Emilie Haspels, conhecida como C. H. Emilie Haspels, (15 de setembro de 1894, Deventer, Países Baixos - 25 de dezembro de 1980, Capelle aan den IJssel) foi uma arqueóloga clássica holandesa. Ela é reconhecida como autora do mais importante e completo catálogo de lécitos gregos.

## Biografia
Haspels era filha de George Frans Haspels (1864-1916), pastor e escritor holandês, e de Constantia Charlotte Kleyn Brandes (1867-1930). Em 1901, a família mudou-se para Kralingen, onde Haspels ingressou no Marnix Gymnasium de Rotterdam (1906-1912). Após sua formatura, especializou-se em Estudos Clássicos e História Antiga na Universidade de Amsterdã (1913-1923). Em 1923, Haspels se tornou professora de línguas clássicas no Liceu cristão em Zutphen.
Após visitas à China, Japão e Estados Unidos, foi professora na escola secundária para meninas em Utrecht de 1926 a 1928. Ingressando em Oxford, começou sua dissertação sobre a perspectiva na pintura de vasos gregos. Sendo Oxford o principal centro para a pesquisa sobre cerâmica grega, ela assistiu a palestras de estudiosos como John Beazley, os arqueólogos Thomas Ashby e John Myres e o epigrafista Marcus Niebuhr Tod. Ela escolheu os lécitos de figuras negras como sujeito da sua investigação.
Em 20 de dezembro de 1935, Haspels defendeu sua tese de doutorado intitulada Attic Black Figured-Lekythoi ("Lécitos de figuras negras áticas"). Sua tese foi publicada e expandida pela École Française d'Athènes intitulado Attic black-figured lekythoi (1936), obra que foi premiada um ano mais tarde com o Prix Ambatielos e ainda na atualidade é considerada o padrão para os estudos sobre o tema. A convite do Instituto Arqueológico Francês em Istambul, Haspels liderou uma série de escavações entre 1937 e 1939 na assim chamada "Cidade de Midas" (Yazilikaya). Ao voltar ao sítio, na década de 50, seu trabalho resulta em uma série de quatro volumes intitulada La Cité de Midas. Céramique et trouvailles diverses (1951-1952).
Durante a Segunda Guerra Mundial, Haspels permaneceu na Turquia e tornou-se professora em uma escola americana para meninas em Istambul, tendo depois lecionado Arqueologia Clássica na Universidade de Istambul. Devido à falta de materiais pedagógicos adequados no campo da cerâmica grega, ela escreveu um manual, junto com sua aluna, Aşkidil Akarca, que foi traduzido e publicado em 1946. Depois da guerra, Haspels voltou à Holanda, e em 1946 foi nomeada para a cadeira de Arqueologia Clássica na Universidade de Amsterdam e também nomeada Diretora do Museu Allard Pierson. Também esteve envolvida em escavações na Frígia (1946-1958). Em 1960, foi nomeada membro da Academia Real das Artes e Ciências dos Países Baixos e do Instituto de Estudos Avançados de Princeton. Em 1965, Haspels se aposentou e recebeu o prêmio de Cavaleiro da Ordem do Leão Holandês.
Emilie Haspels faleceu em 25 de dezembro de 1980, em Capelle aan den IJssel, e foi enterrada no túmulo da família no cemitério protestante em Hillegersberg.

## Obras
- Deux fragments d'une coupe d'Euphronios, Parijs 1930.
- Bijdrage tot de studie van attisch zwart-figurig, Nijkerk 1935
- Attic black-figured lekythoi, Paris, 1936.
- La cité de Midas. Ceramique et trouvailles diverses, Paris 1951
- The Highlands of Phrygia. Sites and monuments, 2 vols, Princeton 1971
- I am the last of the travelers : Midas city excavations and surveys in the highlands of Phrygia, ed. Dietrich Berndt ; contributions by Halet Çambel. İstanbul, Arkeoloji ve Sanat Yayınları, 2009.[4]